# Фторлак
Фторлáк – це комбінований препарат, ялицевий бальзам і який містить фторид натрію. Перед нанесенням фторлаку стоматологи очищають зуби від нальоту за допомогою циркулярних щіток і абразивних паст, після чого висушують їх. Потім тонким шаром препарат наносять на зуби за допомогою пластмасового шпателя або пензлика. Плівка фторлаку тривало утримується на поверхні зубів, що забезпечує пролонговане насичення зубів іонами фтору.